# Balkenbrunnen (Waldleiningen)
Koordinaten: 49° 23′ 27,9″ N, 7° 50′ 9,6″ O
Der Balkenbrunnen ist eine weitgehend versiegte gefasste Quelle an der Grenze von Stiftswald und Staatswald Kaiserslautern im Landkreis Kaiserslautern in Rheinland-Pfalz.

## Lage
Die Quelle liegt acht Kilometer südöstlich von Kaiserslautern an der Bundesstraße 48, südwestlich der Abfahrt zur Kreisstraße 49 nach Mölschbach zwischen Kleinem und Großem Roßrück auf einer Höhe von 400 m ü. NHN im Einzugsgebiet des Rambachs.

## Naturräumliche Zuordnung
Der Balkenbrunnen gehört zum Naturraum Pfälzerwald, der in der Systematik des von Emil Meynen und Josef Schmithüsen herausgegebenen Handbuches der naturräumlichen Gliederung Deutschlands und seinen Nachfolgepublikationen als Großregion 3. Ordnung klassifiziert wird. Betrachtet man die Binnengliederung des Naturraums, so gehört der Balkenbrunnen zum Mittleren Pfälzerwald.
Zusammenfassend folgt die naturräumliche Zuordnung des Balkenbrunnens damit folgender Systematik:
1. Großregion 1. Ordnung: Schichtstufenland beiderseits des Oberrheingrabens
2. Großregion 2. Ordnung: Pfälzisch-saarländisches Schichtstufenland
3. Großregion 3. Ordnung: Pfälzerwald
4. Region 4. Ordnung (Haupteinheit): Mittlerer Pfälzerwald
5. Region 5. Ordnung: unbekannt

## Verkehr und Wandern
Die Bundesstraße 48 verläuft von Norden nach Süden an der Abfahrt der Kreisstraße 49 vorbei. Dort berühren die Mountainbikeroute 4 und der Wanderweg des Pfälzerwald-Vereins „gelber Balken“ die Bundesstraße am Waldparkplatz Balkenbrunnen. An der Straße steht ein beschrifteter Findling (Ritterstein). Der Brunnen ist am besten über den Platz zu erreichen. Man läuft westlich talabwärts, um dann nach etwa 50 m links einige zerfallene Steinstufen Richtung Brunnen zu gehen.

## Sonstiges
Die Quelle versiegt und schüttet nur noch nach ausgiebigen Niederschlägen ein wenig Wasser (Stand 2017). Angeblich schlugen hier Winzer ihr Holz für ihre Weinbergsbalken. Daher erhielt der Brunnen seinen Namen.